# Beaucarnea pliabilis
Beaucarnea pliabilis är en sparrisväxtart som först beskrevs av John Gilbert Baker, och fick sitt nu gällande namn av Joseph Nelson Rose. Beaucarnea pliabilis ingår i släktet Beaucarnea och familjen sparrisväxter. Inga underarter finns listade i Catalogue of Life.

## Bildgalleri

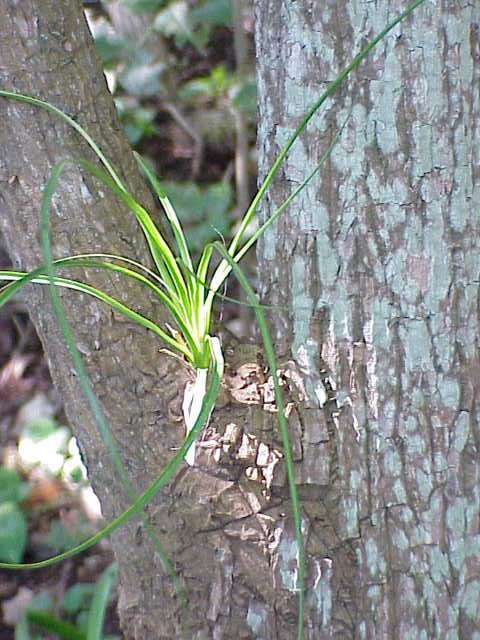
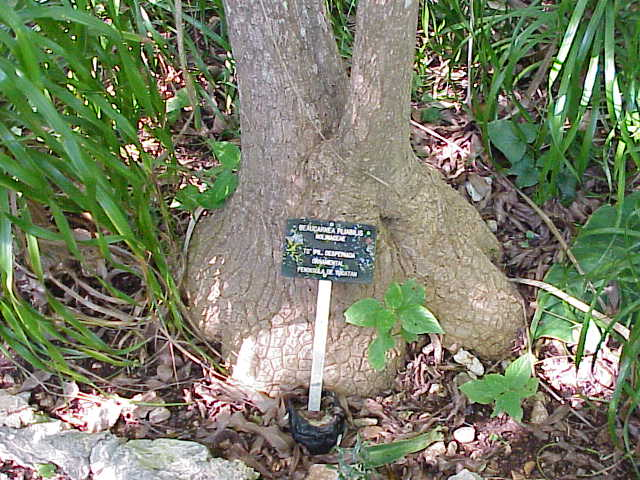
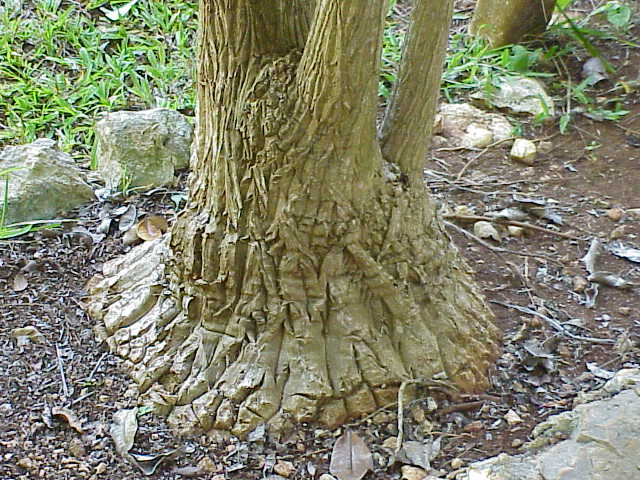
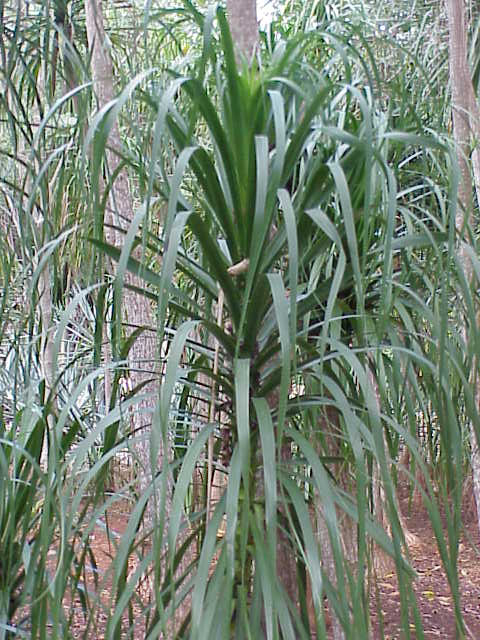
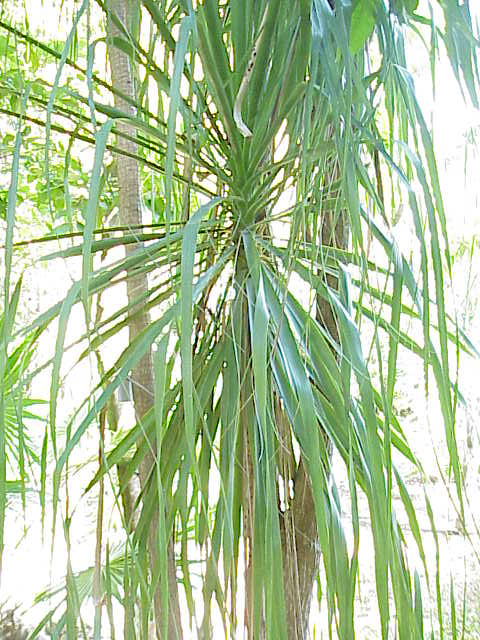
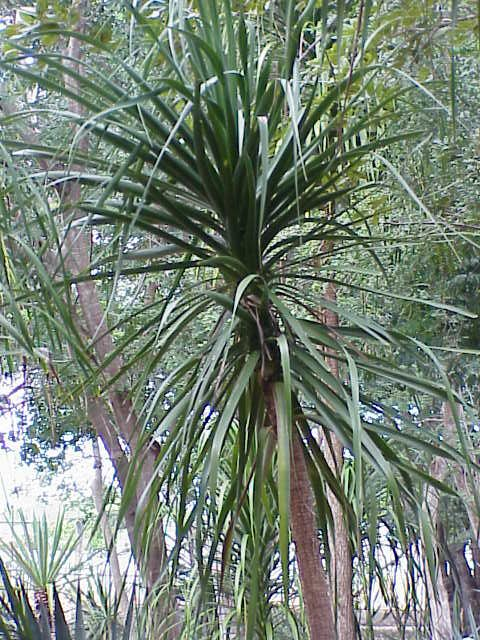